# Alfano
Alfano (Alfànu in dialetto cilentano) è un comune italiano di 912 abitanti in provincia di Salerno in Campania.

## Geografia fisica
Il comune è situato nel Cilento, lungo le propaggini meridionali del monte Gelbison. Il suo territorio è parte del parco nazionale.
- Classificazione sismica: zona 2 (sismicità media), Ordinanza PCM. 3274 del 20/03/2003.
- Classificazione climatica: zona C, 1369 GG

## Origini del nome
Il nome deriverebbe dal gentilizio Alfius. Probabilmente è collegato col toponimo Alfeiòs, Αλφειός in greco antico.

## Storia
Di origine medievale, è documentato per la prima volta nel 1309. Dopo essere stato feudo dei Sanseverino e in seguito proprietà del demanio regio, nel 1427 venne assegnato come baronia a Cirello Dal Verme, nel 1496 fu assegnato al conte Giovanni Carafa, ma tornò ai Dal Verme. Nel 1561 Muzio Dal Verme denunziò la morte del padre che aveva Alfano in feudo. Nel 1566 G. Battista Carafa, conte di Policastro, rinunziò alla lite mossa contro di lui da Muzio Del Verme, circa la giurisdizione di Alfano che venne confermata ai Dal Verme. Nel 1588 Alfano fu acquistata da Paolo Brancaccio. Nel 1594 lo teneva in feudo Orsino Carrano di Diano, come appare da un documento conservato nell'archivio Carrano di Diano odierna Teggiano. Dal 1619 il feudo passò ai Bernalla che lo possedettero quasi ininterrottamente fino al XVIII secolo.
Dal 1811 al 1860 ha fatto parte del circondario di Laurito, appartenente al distretto di Vallo del regno delle Due Sicilie.
Dal 1860 al 1927, durante il regno d'Italia ha fatto parte del mandamento di Laurito, appartenente al circondario di Vallo della Lucania.

### Simboli
Stemma
D'oro alla lettera A, delineata con il carattere lapidario romano, di nero, accompagnata da due palle di rosso. Ornamenti esteriori da Comune
Gonfalone
Drappo partito di rosso e di nero riccamente ornato di ricami d'argento e caricato dello stemma sopra descritto con l'iscrizione centrata in argento: Comune di Alfano (D.P.R. del 18 maggio 1984)

## Monumenti e luoghi d'interesse
- Chiesa di San Nicola di Mira
- Palazzo baronale Speranza (inizio del XVIII secolo)
- Palazzo baronale Novelli (inizio del XVIII secolo)

## Società

### Evoluzione demografica
Abitanti censiti

### Etnie e minoranze straniere
Al 31 dicembre 2015 ad Alfano risultano residenti 14 cittadini stranieri.

### Religione
La maggioranza della popolazione è di religione cristiana di rito cattolico; il comune appartiene alla diocesi di Vallo della Lucania, con una parrocchia: San Nicola di Mira.

## Infrastrutture e trasporti

### Strade
- Strada statale 18 Tirrena Inferiore.
- Strada provinciale 197 Innesto SS 18-Alfano.

## Amministrazione
| Periodo        | Periodo        | Primo cittadino        | Partito              | Carica  | Note  |
| -------------- | -------------- | ---------------------- | -------------------- | ------- | ----- |
| 6 giugno [993  | 27 aprile 1997 | Egidio Speranza        | Democrazia Cristiana | Sindaco | [ 8 ] |
| 27 aprile 1997 | 13 maggio 2001 | Amelia Viterale Grosso | Lista civica         | Sindaco | [ 8 ] |
| 13 maggio 2001 | 28 maggio 2006 | Amelia Viterale Grosso | Lista civica         | Sindaco | [ 8 ] |
| 28 maggio 2006 | 27 maggio 2007 | Amelia Viterale Grosso | Lista civica         | Sindaco | [ 8 ] |
| 27 maggio 2007 | 6 maggio 2012  | Angelo Grosso          | Lista civica         | Sindaco | [ 8 ] |
| 6 maggio 2012  | 11 giugno 2017 | Amelia Viterale Grosso | Lista civica         | Sindaco | [ 8 ] |
| 11 giugno 2017 | 12 giugno 2022 | Elena Anna Gerardo     | Lista civica         | Sindaco | [ 8 ] |
| 12 giugno 2022 | in carica      | Elena Anna Gerardo     | Lista civica         | Sindaco | [ 8 ] |

### Altre informazioni amministrative
Le competenze in materia di difesa del suolo sono delegate dalla Campania all'Autorità di bacino regionale Sinistra Sele.
La gestione del ciclo dell'acqua è affidato all'ATO 2 Sele.

## Sport

### Impianti sportivi
- Campo di calcio comunale[9]